# Cachemira (diseño)

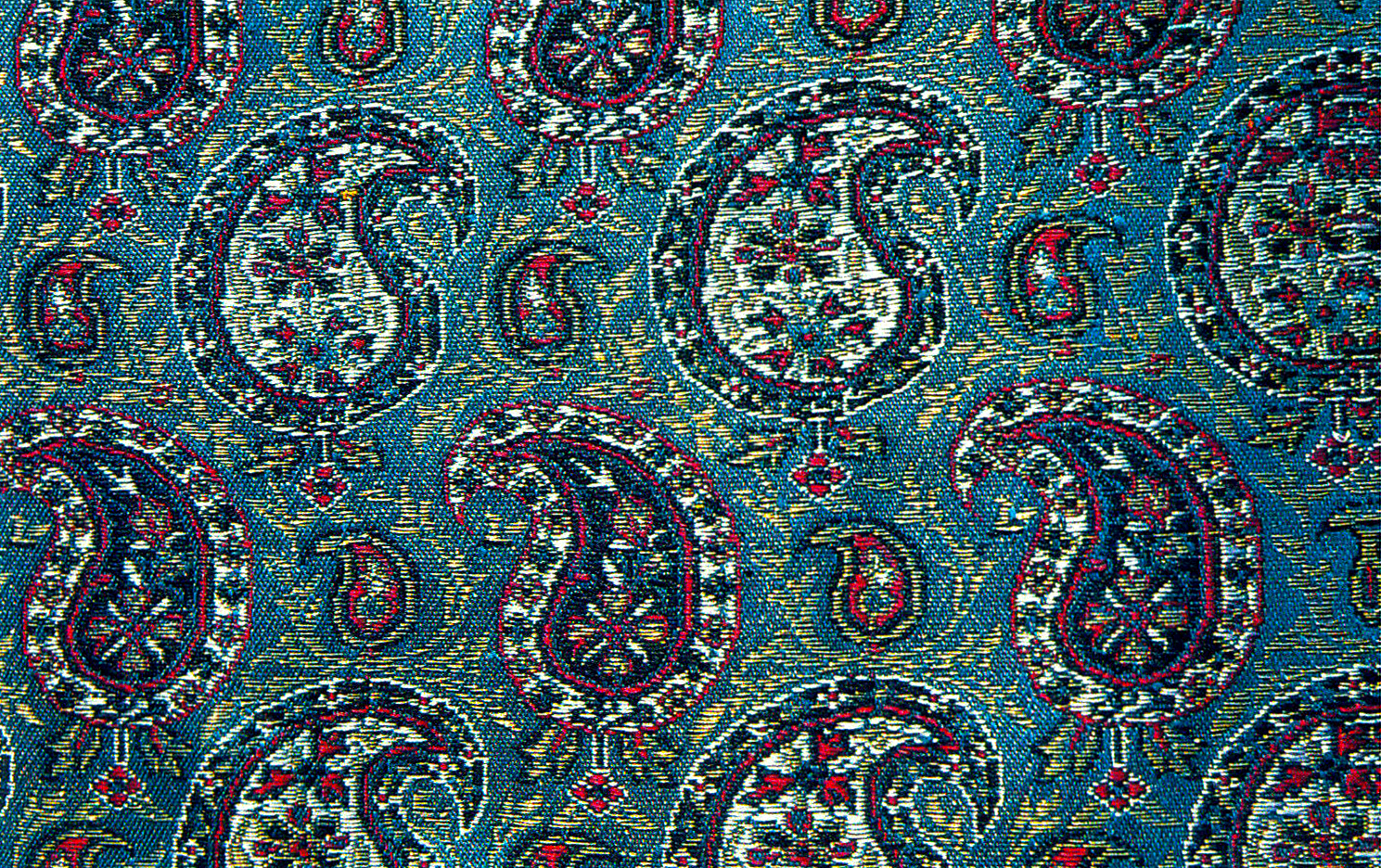
Diseño Paisley de seda con hilo de oro y de plata (golabetoon), tejido en 1963.

Paisley (estampado de bacteria, ameba, paramecios, gota, lágrima, buta o boteh; en persa: بته‎) es un diseño ornamental con forma de lágrima curvada o almendra. Es un motivo que se asemeja a una inmensa coma invertida; es popular en la confección de tejidos y estampados tales como alfombras, chales, corbatas y pañuelos.

## Historia
El diseño tiene su origen en Persia, donde se denomina boteh (arbusto), que hace referencia a pequeños cipreses. Este motivo fue utilizado durante siglos en edificaciones que datan de la dinastía sasánida, y posteriormente en la fabricación de alfombras en la cultura persa, antes de su introducción y comercialización en la India. 
Los soldados que volvían de las colonias británicas llevaban chales de cachemira y la Compañía de la Indias siguió importándolos. Las primeras imitaciones se hacían en telares manuales, pero a partir de 1820 se realizaron en telares de Jacquard.
Entre 1800 y 1850, aproximadamente, los tejedores de la ciudad de Paisley (Escocia), fueron los mayores productores de estos chales de cachemira (imitados), que se hicieron populares entre el pueblo anglosajón con el nombre de diseño "Paisley".  Primero consiguieron trabajar el tejido del chal con cinco colores distintos, mientras que el resto de la industria lo hacía solamente con dos. Hacia 1860, en Paisley podían tejer chales con quince colores, que todavía no era más que la cuarta parte de los colores que presentaban los chales que se seguían importando de la región de Cachemira.
Durante los siglos XVIII y XIX estos chales estuvieron tan cotizados que se imitaron en lana y en seda. En origen el diseño se fabricaba en un telar (es decir, con hilos y lanas de diversos colores que entretejían el diseño), pero en 1840, en Marsella, se comenzó a estampar sobre la tela, para producirlos masivamente; en Francia además se desarrollaron otros estampados sobre tela locales, como la toile de Jouy. Poco más tarde en Inglaterra y en Países Bajos se siguió la misma técnica de estampado de cachemira. La llegada del estampado abarató los precios y a mediados de siglo los primeros grandes productores de Paisley se encontraban en la bancarrota. Sin embargo,  los chales originales de Cachemira siguieron importándose. Aquellas familias que los poseían los consideraban un tesoro familiar, pues cada uno tenía el valor de una pequeña casa.

## En la cultura popular
El diseño de cachemira suele asociarse con el Verano del Amor de 1967, con la cultura psicodélica y con la espiritualidad que los Beatles trajeron a Occidente tras su viaje a la India.

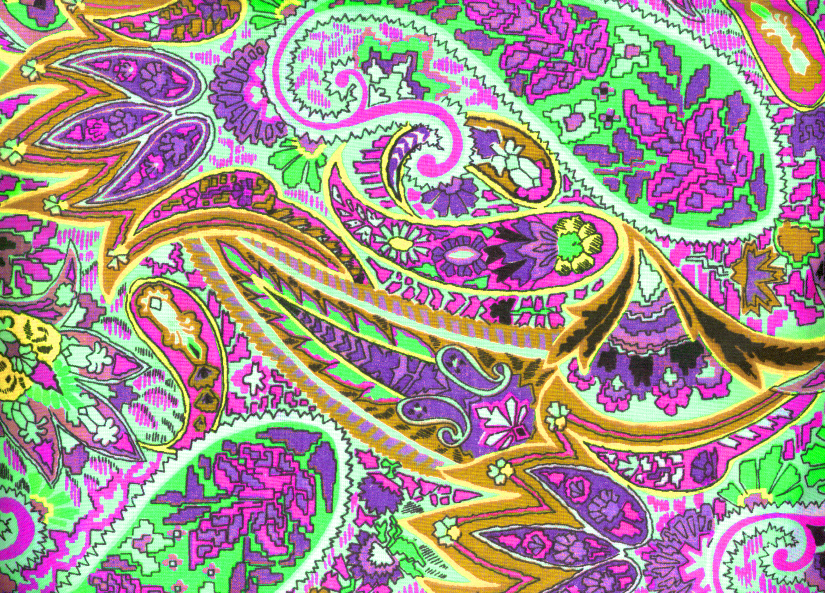
Fantasía Cachemira.
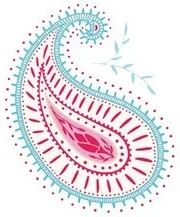
Cachemira de Azerbaiyán.
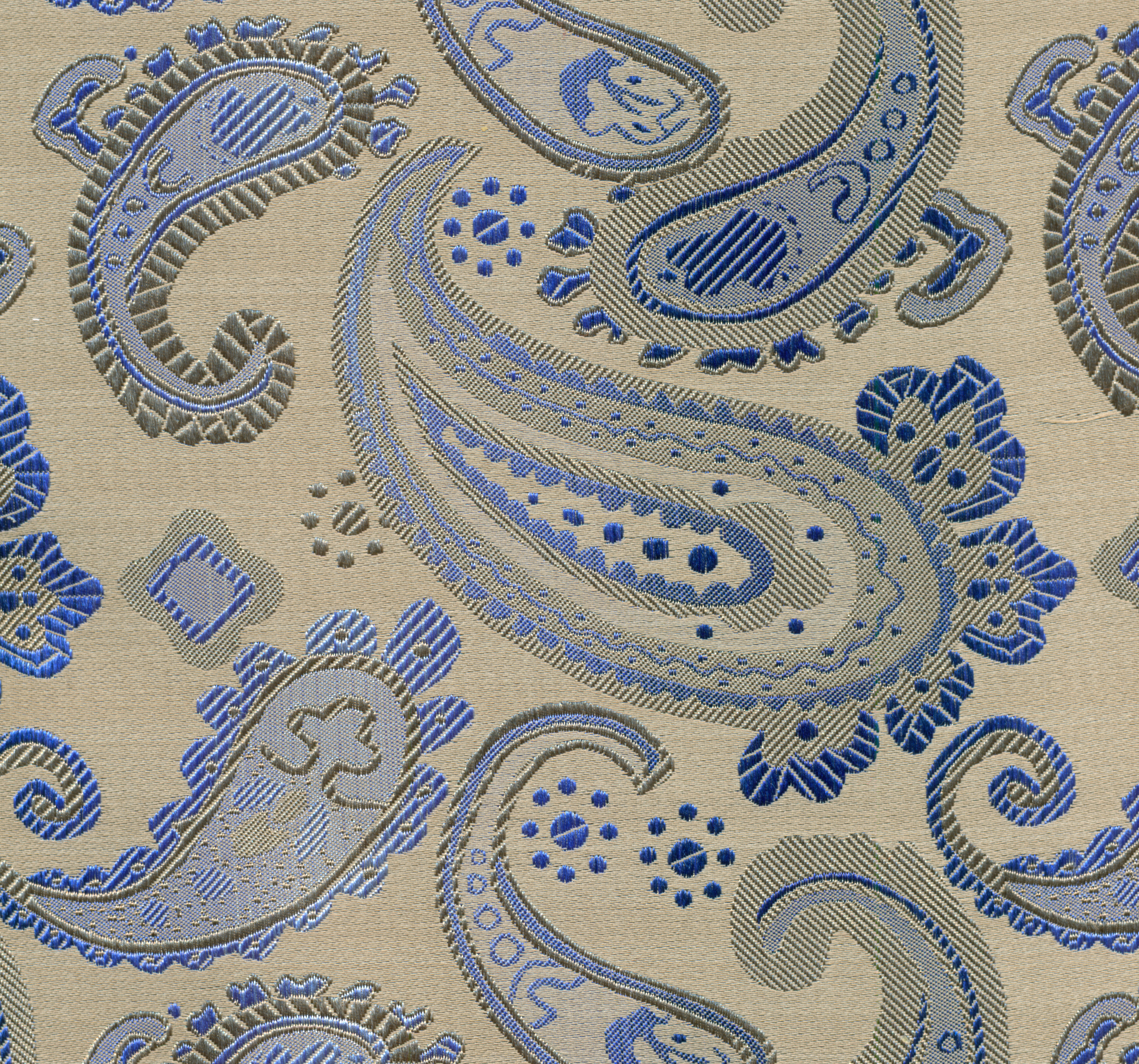
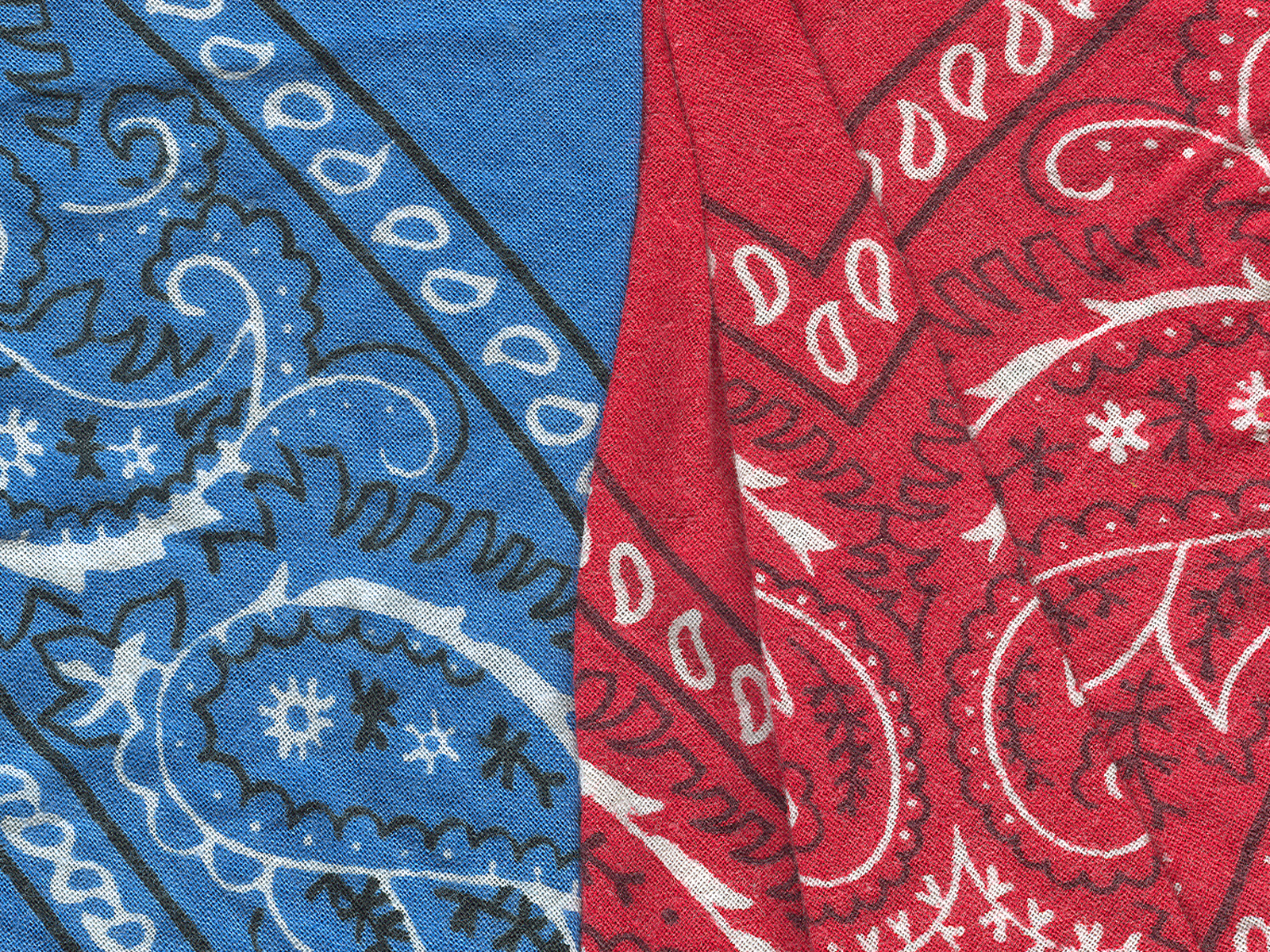
Bandanas con estampados cachemira.
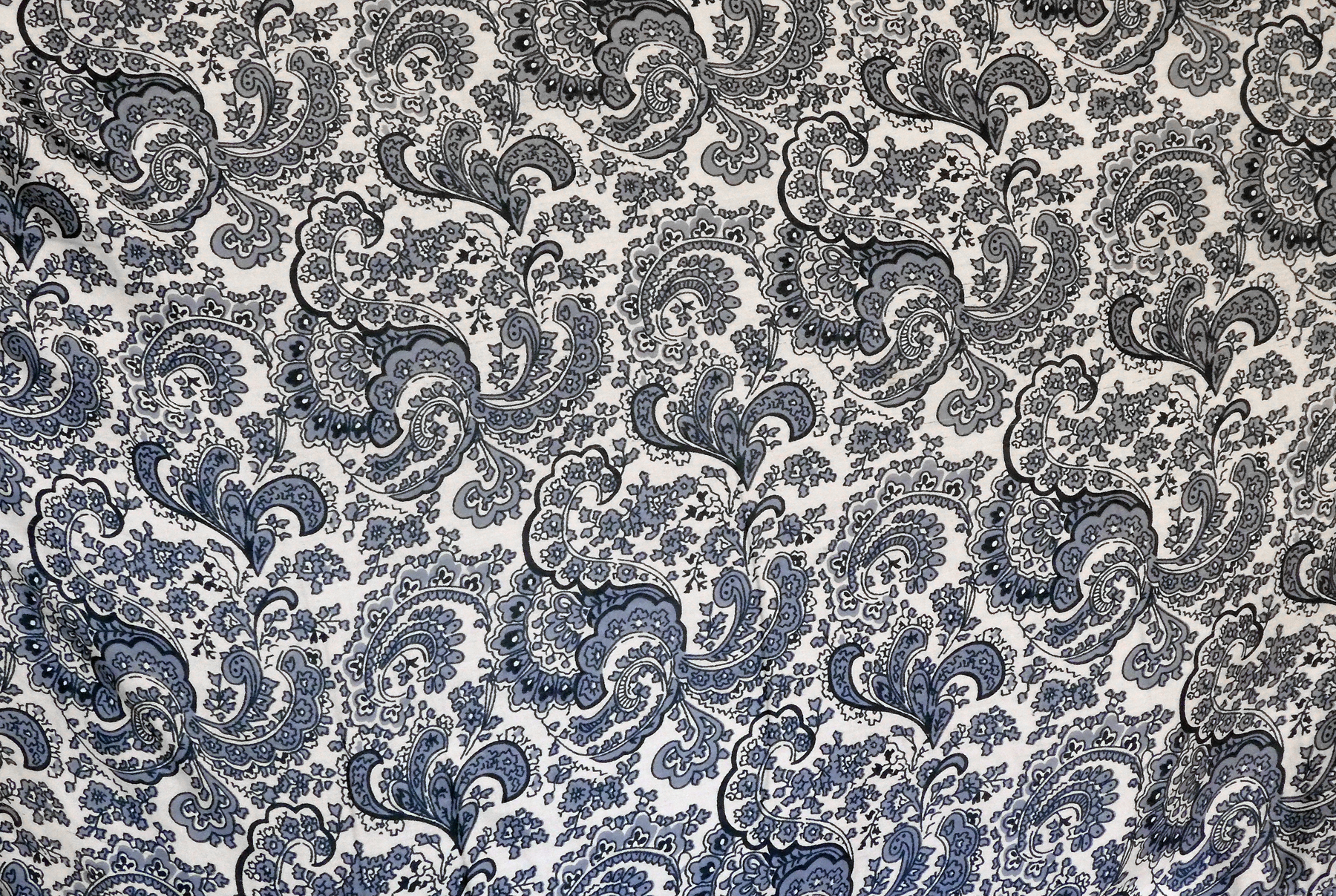
Patrón de Paisley impreso en tela para una camisa.